# Гом-кора
Гом-кора (Гомпху-кора-лакханг) — малый буддийский монастырь школы Ньингма в  дзонгхаге Трашиянгце в Бутане. Кора означает маршрут для ритуального обхода. Место находится в 13 километрах к северу от железного моста Чазам (который строил Тангтонг Гьялпо), неподалёку от Трашиганга и в 36 км к югу от Трашиянгце. По причине близости к Трашигангу нередко в справочниках и путеводителях его относят к дзонгхагу Трашиганг..
Гомпху-кора считается святым местом. По легенд, около 850 года здесь был Падмасамбхава, который пришёл сюда, преследуя демона всю дорогу от Лхаса. Он провёл в пещере три месяца медитаций и смог обезвредить демона, однако демону удалось выбраться из пещеры в форме змея. Преследуя змея, Падмасамбхава оставил в пещере следу своего тела, и сейчас в пещере Капалипху в 200 м над храмом можно увидеть следы змея и Падмасамбхавы.
Когда царь Тибета Трисонг Децен умирал, он попросил Падмасамбхаву дать ему долголетие. Ученик Падмасамбхавы Нанам Дордже Дуджум отправился в Непал за водой, дарующей бессмертие. Когда он добрался до Гомпху-кора,  Трисонг Децен умер, и драгоценная ваза Цебум с живой водой была спрятана в скале за храмом. Когда вода капает со скалы, это считается добрым знамением, её считают живой водой из вазы Цебум.
Уэе 400 лет на Гом-кора проводят регулярные празднества (цечу) после того, как здесь был построен храм по инициативе деда первого короля Бутана, который освятил Пема Лингпа.   С девяностых годов XX века на фестивале стали организовывать танцы с масками. На праздник сходится молодёжь со всех окрестностей. В отличие от других праздников, он продолжается три дня, не прерываясь по ночам, здесь проводятся массовые танцы. Молодые ищут себе женихов и невест.
На праздник собираются также паломники из региона Таванг штата Аруначал-Прадеш в соседней Индии. Во время праздники люди пытаются протиснуться в узком проходе, там где демон в виде змея пытался убежать от Гуру Ринпоче. Этот обычай является так же и проверкой на греховность - тот, кто сильно запачкался, несёт на себе много грехов, а те, у кого их очень много, могут в этом проходе застрять.  Юноши мерятся силами в играх и таскают очень тяжёлые камни на плече. Также женщины, которые не могут зачать ребёнка, как считается, если будут таскать тяжёлые камни, смогут забеременеть.